# Calceolaria glacialis
Calceolaria glacialis là một loài thực vật có hoa trong họ Calceolariaceae. Loài này được Wedd. mô tả khoa học đầu tiên năm 1860.